# Domenico Chiloiro
Domenico Chiloiro detto “Mimmo” (Taranto, 26 dicembre 1939 – Manduria, 21 aprile 2016) è stato un pugile italiano, campione europeo dei pesi superpiuma nel 1972.

## Carriera

### Da dilettante
Come dilettante ha combattuto 41 incontri, con 27 vittorie, 9 sconfitte e 5 pari. Vinse la medaglia d'argento nei pesi mosca ai Campionati mondiali militari del 1962 a Lussemburgo e la medaglia di bronzo alla preolimpica di Tokyo, nel 1963, tra i pesi piuma
.

### Da professionista
Avendo problemi con la Federazione Pugilistica Italiana per il passaggio al professionismo, si trasferì in Australia e cominciò a combattere nel 1964 con licenza australiana. Combatté 22 match nella terra dei canguri, tra i pesi piuma. Conseguì alterni risultati ma con avversari importanti quali il futuro Campione del Mondo Johnny Famechon. Con il franco-australiano combatte quattro volte, con due sconfitte e due pari.
Durante il “periodo australiano” combatte anche quattro volte in Italia, affrontando il futuro campione d'Europa, Giovanni Girgenti, perdendo due volte ai punti e il milanese Renato Galli (un pari). Tornò definitivamente in patria nel 1968.
Il 26 febbraio 1970 affronta nuovamente il siciliano Girgenti nella sua “tana” di Marsala, per il titolo italiano dei piuma ma è sconfitto ai punti in otto riprese.
Il 16 agosto 1972 ottiene la chance di combattere per la cintura europea dei pesi superpiuma detenuta dal romano Tommaso Galli. Sul ring di Lignano Sabbiadoro conquista il titolo europeo, sconfiggendo il forte avversario ai punti in quindici riprese. Indossa la cintura per solo due mesi, perdendo per opera del tedesco Lothar Abend che, ad Amburgo, gliela sottrae ai punti.
Durante la sua carriera, Chiloiro ha combattuto con avversari di altissimo livello e sempre fuori casa. Oltre che con Famechon, ha incrociato i guantoni con lo scozzese Walter McGowan già Campione del mondo dei pesi mosca a spese di Salvatore Burruni (sconfitta a Londra ai punti in otto riprese). 
Ha combattuto a Madrid contro l'ex campione del mondo José Legrá Utría (sconfitta per Kot alla quinta ripresa) e a San Paolo del Brasile con Éder Jofre già dominatore della categoria dei gallo (sconfitta ai punti in dieci riprese). 
Tra i suoi avversari che in tempi differenti hanno indossato la cintura europea si ricordano, oltre a Girgenti, Galli e Abend, anche il norvegese Svein Erik Paulsen e il napoletano Elio Cotena, anch'essi incontrati fuori casa.
Si ritira nel 1974, dopo aver vinto gli ultimi due incontri ai punti, contro Enzo Farinelli e l'ivoiriano Abu Arrow.